# Chrenovec-Brusno
Chrenovec-Brusno és un poble i municipi d'Eslovàquia que es troba a la regió de Trenčín. La primera menció escrita de la vila es remunta al 1243.

## Demografia
| Godina             | 1994 | 2004   | 2014   | 2024   |
| ------------------ | ---- | ------ | ------ | ------ |
| Nombre de persones | 1279 | 1335   | 1366   | 1413   |
| Diferència         |      | +4,37% | +2,32% | +3,44% |

| Godina             | 2023 | 2024   |
| ------------------ | ---- | ------ |
| Nombre de persones | 1418 | 1413   |
| Diferència         |      | −0,35% |